# Patio Maravillas
El Patio Maravillas fue un espacio okupado, descrito por sus promotores como Espacio Polivalente Autogestionado, que ha estado situado en tres edificios distintos de la ciudad española de Madrid, todos ellos en el barrio de Universidad, en el barrio de Maravillas, conocido por algunos en la actualidad como Malasaña, en el distrito Centro de la ciudad. Nació en julio de 2007 y se disolvió el mismo mes diez años más tarde.

## Historia
Comenzó su andadura en un antiguo colegio okupado, situado en la calle del Acuerdo 8, en el céntrico barrio madrileño de Maravillas El colegio de Acuerdo 8 llevaba siete años cerrado cuando, en el verano de 2007 se ocupó y empezaron a organizarse actividades. Sus jornadas de presentación tuvieron lugar los días 4, 5, 6 y 7 de octubre de 2007, tres meses después de su apertura. El 22 de enero de 2009 fue el día señalado por la Audiencia Provincial de Madrid para que la Policía desalojara el CSOA, según el comunicado de desalojo para las 9 de la mañana. Sin embargo la concentración de en torno a 200 personas en la calle aledaña al edificio antes del desalojo, consiguió que finalmente no se produjera hasta el año siguiente. En la mañana del 5 de enero de 2010 el Patio Maravillas fue desalojado sin previo aviso por la Policía Nacional del edificio de la calle Acuerdo. En el desalojo no se produjeron enfrentamientos entre la policía y las personas que forman parte del Patio.

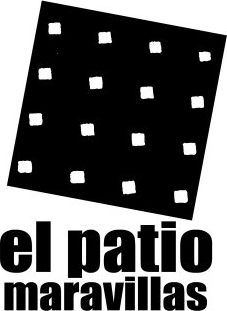
Logotipo del Patio Maravillas.

Como protesta se convocó una concentración de repulsa ese mismo día a las 20:00 a la que acudieron unas 800 personas. Tras una pancarta la concentración se movilizó sin rumbo conocido hacia la calle del Pez cuando, a la altura del número 21, se produjo una nueva ocupación en un inmueble de viviendas que llevaba abandonado, durante años. Después de más de un lustro en la calle del Pez, el 11 de junio de 2015 la policía nacional desalojó el inmueble, entre protestas de vecinos y simpatizantes del movimiento cultural del Patio Maravillas. Tras unas horas okuparon un inmueble en el número 9 de la calle Divino Pastor. En julio de 2017 el proyecto Patio Maravillas se despidió y autodisolvió .

## Actividades
En este centro, de libre acceso, se desarrollan varias actividades permanentes como el taller de reparación de bicicletas de la Bicicritica, proyecciones de vídeo y documentales («Cinema Maravillas»), un laboratorio de activismo AKA Hamlab-Hacklab, una cabina telefónica afuera del edificio con llamadas nacionales e internacionales gratuitas, una cafetería como espacio de encuentro y de intercambio cultural y social, clases de inglés, clases de apoyo, taller de cuentos y escritura, «punto subversivo» (tertulia política y feminista mientras tejen), la «chikiasamblea» (ludoteca y actividades infantiles), taller de fotografía, asesoría jurídica, taller de rap, la Milonga del Hondo Bajo Fondo con clases de tango, y el Taller de Arte urbano de Madrid.
En él han tenido su lugar de reunión de diferentes colectivos: movimientos asamblearios relacionados con el 15-M y encuentros internacionales de activistas, así como ha sido centro de operaciones de la plataforma Ganemos Madrid, integrante de la coalición electoral Ahora Madrid. El colectivo también ha gestionado huertos ecológicos, en concreto en la calle Antonio Grilo 8, conocido como Jardín Maravillas.
Además hay colectivos de teatro, pintura, música, audiovisuales o inmigración que se reúnen, ensayan y realizan distintas actividades. También se llevan a cabo eventos puntuales como: conciertos, exposiciones, encuentros con los vecinos de la zona o charlas sobre sanidad y consumo. En este espacio han actuado entre otros grupos y solistas Grande-Marlaska, Amparanoia o Fermín Muguruza.

## Críticas vecinales
Un número de vecinos expresó su malestar, según estos, debido a la falta de civismo (ruidos, suciedad, etc.) asociada al centro desde su ocupación. Denunciaron el incumplimiento de un pacto de convivencia establecido en junio de 2009 entre el patio y una asociación vecinal. Las quejas fueron puntuales y no eran todos los vecinos los que estaban en desacuerdo con la utilidad que le dieron a ese colegio madrileño. Por ejemplo, dos de las más importantes asociaciones vecinales de Malasaña apoyaron el mantenimiento del centro social autogestionado. Del mismo modo, muchos de los vecinos también eran usuarios. La variedad de opiniones se puede apreciar en el Documental Calle del Acuerdo 8 elpatio.